# 奧地利的約瑟夫大公 (匈牙利總督)
奧地利的約瑟夫（德語：Joseph Anton Johann Baptist von Österreich，1776年3月9日—1847年1月13日），匈牙利總督，神聖羅馬皇帝利奧波德二世的第七子（其第五和第六子夭折，因此約瑟夫形同第五子）。
約瑟夫於1796年被任命為總督。在他任內，約瑟夫改善了匈牙利的經濟、興建許多建築工程，並為匈牙利帶來第一艘蒸氣船、第一條鐵路等。

## 家庭
1815年，約瑟夫與安哈特-貝恩堡-紹姆堡-霍伊姆的赫爾敏結婚，兩人共有1子1女：
1. 赫爾敏（英语：Archduchess Hermine of Austria）（1817年—1842年）
2. 斯特凡（1817年—1867年）

赫爾敏於1817年去世。1819年，約瑟夫與符騰堡的瑪麗亞·多蘿西亞結婚，兩人共有2子2女：
1. 亞歷山大（1825年—1837年），早逝
2. 伊莉莎白·法蘭西絲卡（1831年—1903年）
3. 約瑟夫·卡爾（1833年—1905年）
4. 瑪麗·亨麗埃特（1836年—1902年）